# Ahmed Magdi
Ahmed Magdi Saad Mohamed (El-Mahalla El-Kubra, 9 dicembre 1989) è un calciatore egiziano, centrocampista dell'El-Gouna.

## Statistiche

### Cronologia presenze e reti in Nazionale
| Cronologia completa delle presenze e delle reti in nazionale ― Egitto | Cronologia completa delle presenze e delle reti in nazionale ― Egitto | Cronologia completa delle presenze e delle reti in nazionale ― Egitto | Cronologia completa delle presenze e delle reti in nazionale ― Egitto | Cronologia completa delle presenze e delle reti in nazionale ― Egitto | Cronologia completa delle presenze e delle reti in nazionale ― Egitto | Cronologia completa delle presenze e delle reti in nazionale ― Egitto | Cronologia completa delle presenze e delle reti in nazionale ― Egitto |
| Data                                                                  | Città                                                                 | In casa                                                               | Risultato                                                             | Ospiti                                                                | Competizione                                                          | Reti                                                                  | Note                                                                  |
| --------------------------------------------------------------------- | --------------------------------------------------------------------- | --------------------------------------------------------------------- | --------------------------------------------------------------------- | --------------------------------------------------------------------- | --------------------------------------------------------------------- | --------------------------------------------------------------------- | --------------------------------------------------------------------- |
| 03-09-2011                                                            | Freetown                                                              | Sierra Leone                                                          | 2 – 1                                                                 | Egitto                                                                | Qual. Coppa d'Africa 2012                                             | -                                                                     | 62’                                                                   |
| 08-10-2011                                                            | Il Cairo                                                              | Egitto                                                                | 3 – 0                                                                 | Niger                                                                 | Qual. Coppa d'Africa 2012                                             | -                                                                     | 69’                                                                   |
| 15-08-2012                                                            | Salalah                                                               | Oman                                                                  | 1 – 1                                                                 | Egitto                                                                | Amichevole                                                            | -                                                                     | 77’                                                                   |
| 07-03-2013                                                            | Al Rayyan                                                             | Qatar                                                                 | 3 – 1                                                                 | Egitto                                                                | Amichevole                                                            | -                                                                     | 85’                                                                   |
| 29-01-2016                                                            | Aswan                                                                 | Egitto                                                                | 2 – 0                                                                 | Libia                                                                 | Amichevole                                                            | -                                                                     | 46’                                                                   |
| Totale                                                                |                                                                       | Presenze                                                              | 2                                                                     |                                                                       | Reti                                                                  | 0                                                                     |                                                                       |